# Anna Roig i L'ombre de ton chien
Anna Roig i L'ombre de ton chien és un grup de música català (Penedès), establert en 2005. El grup és format per la compositora i vocalista Anna Roig i els quatre arranjadors, "L'ombre de ton chien". Destaquen per combinar amb naturalitat el francès i el català en les seves cançons. Les seves presentacions combinen cançó francesa, Jazz, Tango, Bolero, pop i teatre.

## Biografia
El grup va néixer l'estiu del 2005 a Penedès. El grup pren el seu nom de l'última frase de la cançó "Ne me quitte pas" de Jacques Brel.
El grup és la culminació de dos projectes: l'un, el d'Anna Roig, com a cantautora; l'altre, el de L'ombre de ton chien, com a grup de música. Atrets per la música francesa, tots dos van decidir unir-se per recórrer la geografia catalana i francesa, fent versions i adaptacions d'un ampli repertori de temes de la Cançó. Al cap d'uns anys van decidir posar fil a l'agulla i emprendre un projecte propi: el d'Anna Roig i L'ombre de ton chien, un disc de cançons pròpies, compostes i cantades per Anna Roig amb els arranjaments dels chiens. Les seves produccions això són caracteritzades per una fusió de la música i el teatre.
Anna Roig i L'ombre de ton chien (2009) és el primer disc. Va sortir a la llum el maig del 2009. En aquest primer disc, inspirat en la cançó francesa i abellit amb tocs de pop i de jazz, Anna Roig ens vol explicar petites històries quotidianes i d'altres amb un punt de surrealistes, però totes molt properes i quotidianes: "Volem arribar al públic per tots els sentits". Té déu cançons, de les quals quatre són en francès, cinc en català i una combina totes dues llengües.
En el segon disc, Bigoti vermell (2011), Anna Roig vol capgirar les coses que l'empipen, com si fos tan senzill com dibuixar un bigoti vermell en una fotografia. Té onze cançons, de les quals tres són en francès, set en català i una combina totes dues llengües. El primer senzill del disc és la cançó que porta el mateix nom que el disc, Bigoti vermell.
El tercer disc va ser Un pas i neu i un pas, publicat en 2014. L'àlbum conté "Que bé, ser aquí", que es va presentar a Els matins a TV3.
El 2023 Roig va tornar com solista, amb un àlbum sota el títol Aportar bellesa al món.

## Discografia
| Any  | Nom                              | Dades                                                     |
| ---- | -------------------------------- | --------------------------------------------------------- |
| 2009 | Anna Roig i L'ombre de ton chien | - Publicació: maig de 2009 - Discogràfica: Satélite K     |
| 2011 | Bigoti vermell                   | - Publicació: maig de 2011 - Discogràfica: Satélite K     |
| 2014 | Un pas i neu i un pas            | - Publicació: setembre de 2014 - Discogràfica: Satélite K |

## Premis
- Premi Enderrock Grup Revelació 2009 segons la crítica[10]
- Premi Enderrock al millor videoclip del 2009 per "Je t'aime"
- Premi Cerverí a la millor lletra de cançó 2009 per "Corro sota la pluja"[10]
- Premi Carles Sabater 2009 pel tema "Corro sota la pluja"[10]
- Premi ARC 2011 en la categoria de cancó d'autor[11]
- Premi Enderrock 2012 al millor disc de cançó d'autor per votació popular[12]
- Premi Enderrock 2012 al millor directe per votació popular[12]

### Llista de referències
- VilaWeb (2009-05-25): "Anna Roig i l'Ombre de ton chien" (intervista amb Anna Roig, 5 minuts). youtube.com. Consulta 31 de juliol 2016.